# آيت مكاز (آيت عباس)
آيت مكاز هي إحدى مشيخات المملكة المغربية، تتبع جغرافيا لإقليم أزيلال وإداريًا لآيت عباس. يقدر عدد سكانها بـ 1815 نسمة حسب الإحصاء الرسمي للسكان والسكنى لسنة 2004.